# 트롤헤탄
트롤헤탄(스웨덴어: Trollhättan)은 스웨덴 베스테르예틀란드 주의 도시이며, 2005년 기준으로 인구는 44,498명이다. 예테보리에서 75km 북쪽에 있다.

## 역사
트롤헤탄은 예타강의 트롤헤탄 폭포 근처에 세워졌다. 문헌상 기록에 처음 나타난 시기는 1413년이다. 19세기에 수문이 완공되기 전까지 강을 따라 선박이 이동하는 데 장애물이었으며, 현재의 수문은 1916년 완공되었다. 19세기 후반에 수력 발전이 도입되었고, 스웨덴의 에너지 기업 바텐폴은 트롤헤탄 지역의 폭포에서 이름을 따 왔다. 산업 혁명기에 도시의 전력을 담당하였으며, 현재도 두 수력 발전소가 가동 중이다.
트롤헤탄은 1916년에 시 권한을 얻었으며, 당시 인구는 약 15,000명이었다.

## 이름
트롤헤탄이라는 이름의 유래는 민간 신화에서 전해진다. 과거에는 예타강에 트롤이 살았다고 믿었고, 강에 있는 섬은 트롤의 집(hättor)이라고 믿었다. 이 도시의 또 다른 옛날 이름은 에이다르(Eiðar)와 스토라 에데트(Stora Edet)이다. 후자는 남쪽에 있는 릴라 에데트(Lilla Edet)에서 따 온 이름이다. 트롤헤탄 폭포는 노르드 신화의 미미르(Mímir)의 우물로 불려 왔다.

## 산업
트롤헤탄의 가장 큰 산업체는 사브 자동차와 볼보 에어로 및 이 기업에 납품하는 여러 중소기업이다. 과거 트롤헤턴에는 기관차를 생산하였던 NOHAB, 제재용 톱을 생산하였던 스트리스베리 & 비요크(Stridsberg & Biörk) 공장이 있었다. 트롤리우드라 불리는 영화 제작소가 있으며, 이 곳에서 찍힌 영화 중에는 도그빌, 어둠 속의 댄서, 쇼 미 러브 등이 있다. 많은 스웨덴 영화가 영화 스튜디오 필름 이 베스트(Film i Väst)를 거쳤다.